# 44-я стрелковая дивизия (2-го формирования)
44-я стрелковая Чудовская Краснознамённая дивизия — воинское соединение Вооружённых Сил СССР в Великой Отечественной войне.

## История
Переименована из 3-й гвардейской дивизии народного ополчения 24 сентября 1941 года на позициях под Старо-Паново — Урицк. Стрелковые полки дивизии сформированы следующим образом: 25-й стрелковый полк переименован из переданного в 3-ю гвардейскую дивизию ополчения 2-го стрелкового полка 1-й стрелковой дивизии ополчения, 146-й стрелковый полк — это бывший 35-й мотострелковый полк НКВД 21-й дивизии НКВД, а 305-й стрелковый полк — это бывший 701-й стрелковый полк 142-й стрелковой дивизии.
В действующей армии с 24 сентября 1941 года по 9 мая 1945 года.
C 1 октября 1941 года дивизия, действуя совместно с 6-й бригадой морской пехоты, переходит в наступление в общем направлении на Урицк — Старо-Паново, должна была взять Ивановку, но наступление успеха не имело.
В конце октября 1941 года была переброшена на подступы к Тихвину транспортной авиацией, без артиллерии и транспорта.
Одним, 305-м полком, участвовала в контрударе на Будогощь, затем отходит на Тихвин, под ударами противника.
На 9 ноября 1941 года отходила от Тихвина прямо вдоль дороги на Лодейное Поле, на тот момент она насчитывала всего в своём составе около 700 человек. Отделившийся в ходе боёв отряд (остатки 305-го стрелкового полка) в количестве около 300 человек отходил на восток от Тихвина, где ведёт бои, сдерживая немецкое наступление у деревни Астрача. 10 ноября основные силы дивизии заняли оборону по северному берегу реки Шомушка. Дивизии были приданы 15 Т-26 60-й танковой дивизии; также дивизия была пополнена за счёт войск 7-й армии
C 11 ноября 1941 года дивизия, совместно со 191-й стрелковой дивизией при поддержке 46-й танковой бригады перешла в наступление на Тихвин, отбросив немецкие войска на 12-13 километров и выйдя на северные окраины города, где была остановлена, дальнейшие попытки продвинуться успеха не имели. Также дивизия ведёт бои, направленные на охват Тихвина с запада и окружение группировки войск противника в Тихвине, после многократных атак взяла опорный пункт противника в селе Лазаревичи, но была вынуждена под контратакой оставить село. Не принесли успеха попытки дивизии перерезать железную дорогу, однако дивизия смогла удержать позиции, с которых железная дорога простреливалась артиллерией, которую дивизия к декабрю 1941 года получила. К 5 декабря 1941 года дивизии удалось перерезать шоссе Тихвин — Волхов, была задержана в тяжёлых боях под Лазаревичами, которые удалось взять только 9 декабря 1941 года, после чего дивизия приступила к преследованию отходящих частей противника. Частью сил — 305-м стрелковым полком — участвовала в освобождении Тихвина 9 декабря 1941 года, затем с боями вышла на реку Сясь, затем, продвинувшись ведёт бои у Ситомли. К концу декабря 1941 года дивизия вышла на подступы к Киришам, на 24 декабря 1941 года вышла на рубеж Городище — Мыслово, на 26 декабря 1941 года наступает непосредственно на Кириши
Немецкие войска в ходе отступления сумели удержать небольшой (в длину 4 и в глубину 2 километра) плацдарм на восточном берегу Волхова и дивизия ведёт бои по периметру этого плацдарма вплоть до его оставления немецкими войсками осенью 1943 года. Так, в тяжелейших наступательных боях дивизия участвует например с 5 июня 1942 года, с 20 июля 1942 года в течение 6 дней атакует плацдарм, имея противником части 11-й пехотной дивизии, с 22 августа 1942 года в течение почти всего сентября 1942, но плацдарм устоял.

Только в первый день (20 июля) противник двенадцать раз шёл в атаку и двенадцать раз был отбит!— В. Хаупт. Группа армий «Север», стр. 155
При одной из очередных попыток ликвидировать Киришский плацдарм сапёры дивизии соорудили 180-метровый подкоп под передовые немецкие позиции, заложив в него 30 тонн взрывчатки. 23 февраля 1943 года подкоп был подорван, опорный пункт немецкой обороны, который несколько раз не удалось взять ранее штурмом, был уничтожен вместе с гарнизоном, местность занята частями дивизии, площадь плацдарма значительно удалось сократить.
В конце концов, плацдарм был ликвидирован только в октябре 1943 года и в ноябре 1943 года дивизия вошла в состав 54-й армии.
С 22 ноября 1943 года дивизия перешла к обороне по восточному берегу Волхова, приняв дополнительно в свою полосу обороны плацдарм на западном берегу Волхова перед опорным пунктом противника Зеленцы, Курников Остров, Лезно, а 13 января 1944 года ещё плацдарм на участке устье реки Любунька, Пехово, слияние рек Любунька и Пертеченка, железнодорожный мост через Волхов. Части дивизии в ходе Новгородско-Лужской операции перешли в наступление в ночь с 20 на 21 января 1944 года и 21 января 1944 года овладели опорными пунктами Меневша, Мелехово, станция Тигода, Зеленцы, Курников Остров, Хмелище, разъезд Водосье, Водосье. Немецкие войска отходили и преследуя их, дивизия 23 января 1944 года вышла на рубеж реки Доброха, Карловка, Метино, Пертечно. Там противник организовал промежуточный рубеж обороны, который дивизия пытается преодолеть, ведя ожесточённые бои в течение пяти дней. К утру 28 января 1944 года части дивизии закончив перегруппировку, овладели населёнными пунктами Карлова, Метино, Пертечно и 10 другими, продолжили преследование противника, отходящего в общем направлении на Октябрьскую железную дорогу. 29 января 1944 года дивизия смогла взять Чудово. За девять дней боёв дивизия отчиталась об уничтожении свыше 1000 солдат и офицеров противника, свыше 30 человек пленных, освобождении свыше 30 населённых пунктов, 5 железнодорожных станций. С утра 30 января 1944 года дивизия продолжила дальнейшее преследование противника отходящего в направлении железной дороги Ленинград — Новгород. 31 января 1944 года части дивизии овладели населёнными пунктами Корцово-2, Сенная Кересть, Ольховка, 1 февраля 1944 года — Кривино, Пятница, 2 февраля 1944 года — Финев Луг. Затем дивизия была выведена во фронтовой резерв, и после 70-километрового марша, к 5 февраля 1944 года сосредоточилась в районе станции Подберезье. До 11 февраля 1944 года приводит себя в порядок, подтягивает тылы и занимается боевой подготовкой, получив пополнение в количестве 1850 человек. В ночь с 11 на 12 февраля 1944 года, части дивизии выступили маршем и к 13 февраля 1944 года сосредоточились в районе деревни Теребутицы в 8 километрах северо-западнее Шимска. В ночь с 15 февраля на 16 февраля 1944 года дивизия сменила 225-ю стрелковую дивизию на рубеже Кукшино, северная опушка леса в 2 километрах севернее Шимска и с 17 по 20 февраля 1944 года ведёт бои вместе с 502-й отдельный танковый батальон и двумя батальонами 124-го танкового полка под опорным пунктом обороны на рубеже Мшага — Воскресенское. Затем дивизия, преследуя отходящего противника, наступает в направлении Дно, участвует в его освобождении 24 февраля 1944 года, к концу февраля 1944 года вышла к Острову и в течение марта — апреля 1944 года безуспешно пытается преодолеть рубеж оборонительной линии «Пантера». 22 июня 1944 года, находясь северо-восточнее Острова, двумя штурмовыми отрядами проводит разведку боем на участке 32-й пехотной дивизии в районе Стомино — Боровицы. С 17 июля 1944 года дивизия переходит в наступление в ходе Псковско-Островской наступательной операции, прорывая оборону, наступает на Остров и 21 июля 1944 года с боями входит в город, ведёт тяжёлые уличные бои.

«Части полковника Мироненко рядом последовательных ударов начали дробить оборону немцев с северо-востока. Бои быстро переместились непосредственно к северным окраинам города. Причём одной части из соединения полковника Мироненко была поставлена задача овладеть в первую очередь военным городком, являющимся восточной окраиной Острова. Бои здесь развивались чрезвычайно успешно для наших частей»— Фронтовая газета «За Родину»! от 22 июля 1944 года
Дивизия продолжила наступление в общем направлении на Лауру. На 30 июля 1944 года дивизия находится в районе Веретье, имела задачу наступления в общем направлении на Чёрный Ручей, Авику, Угарево и к исходу дня 30 июля 1944 года перерезать шоссейную дорогу Псков — Рига на участке севернее деревни Угарево и в деревне Олухово-Невское, атакует арьергарды 23-й и 30-й пехотной дивизий, но атака захлебнулась под огнём, как и наступление всего фронта, вскоре остановившееся на оборонительной линии «Мариенбург».
В ходе Тартуской наступательной операции дивизия начинает наступление с участка близ Лауры в общем направлении на Валгу, быстро продвигается в ходе наступления, в конце второй декады августа отбивает контратаки противника близ Антсла, к концу августа 1944 года выйдя на подступы к Валге.
С сентября 1944 года наступает в ходе Рижской наступательной операции, прорывая оборону противника у Валги, 19 сентября 1944 года участвует в освобождении города, затем, продолжая наступление через Валмиеру, к концу сентября 1944 года, вышла к укреплённому рубежу «Сигулда» западнее Цесиса. 13-15 октября 1944 года частью сил приняла участие в освобождении Риги, после чего вышла на подступы к Тукумсу, и с этого момента, вплоть до капитуляции Курляндской группировки в мае 1945 года, ведёт бои, штурмуя линию обороны близ Тукумса.
Расформирована в 1946 году

## Подчинение
| Дата            | Фронт (округ)                                              | Армия               | Корпус                  | Примечания |
| --------------- | ---------------------------------------------------------- | ------------------- | ----------------------- | ---------- |
| 01.10.1941 года | Ленинградский фронт                                        | 42-я армия          | -                       | -          |
| 01.11.1941 года | -                                                          | 4-я отдельная армия | -                       | -          |
| 01.12.1941 года | -                                                          | 4-я отдельная армия | -                       | -          |
| 01.01.1942 года | Волховский фронт                                           | 4-я армия           | -                       | -          |
| 01.02.1942 года | Волховский фронт                                           | 4-я армия           | -                       | -          |
| 01.03.1942 года | Волховский фронт                                           | 4-я армия           | -                       | -          |
| 01.04.1942 года | Волховский фронт                                           | 4-я армия           | -                       | -          |
| 01.05.1942 года | Ленинградский фронт (Группа войск Волховского направления) | 4-я армия           | -                       | -          |
| 01.06.1942 года | Ленинградский фронт (Волховская группа войск)              | 4-я армия           | -                       | -          |
| 01.07.1942 года | Волховский фронт                                           | 4-я армия           | -                       | -          |
| 01.08.1942 года | Волховский фронт                                           | 4-я армия           | -                       | -          |
| 01.09.1942 года | Волховский фронт                                           | 4-я армия           | -                       | -          |
| 01.10.1942 года | Волховский фронт                                           | 4-я армия           | -                       | -          |
| 01.11.1942 года | Волховский фронт                                           | 4-я армия           | -                       | -          |
| 01.12.1942 года | Волховский фронт                                           | 4-я армия           | -                       | -          |
| 01.01.1943 года | Волховский фронт                                           | 4-я армия           | -                       | -          |
| 01.02.1943 года | Волховский фронт                                           | 4-я армия           | -                       | -          |
| 01.03.1943 года | Волховский фронт                                           | 4-я армия           | -                       | -          |
| 01.04.1943 года | Волховский фронт                                           | 4-я армия           | -                       | -          |
| 01.05.1943 года | Волховский фронт                                           | 4-я армия           | -                       | -          |
| 01.06.1943 года | Волховский фронт                                           | 4-я армия           | -                       | -          |
| 01.07.1943 года | Волховский фронт                                           | 4-я армия           | -                       | -          |
| 01.08.1943 года | Волховский фронт                                           | 4-я армия           | -                       | -          |
| 01.09.1943 года | Волховский фронт                                           | 4-я армия           | -                       | -          |
| 01.10.1943 года | Волховский фронт                                           | 4-я армия           | -                       | -          |
| 01.11.1943 года | Волховский фронт                                           | 4-я армия           | -                       | -          |
| 01.12.1943 года | Волховский фронт                                           | 54-я армия          | 111-й стрелковый корпус | -          |
| 01.01.1944 года | Волховский фронт                                           | 54-я армия          | 111-й стрелковый корпус | -          |
| 01.02.1944 года | Волховский фронт                                           | 54-я армия          | 111-й стрелковый корпус | -          |
| 01.03.1944 года | Ленинградский фронт                                        | 54-я армия          | 111-й стрелковый корпус | -          |
| 01.04.1944 года | Ленинградский фронт                                        | 54-я армия          | 111-й стрелковый корпус | -          |
| 01.05.1944 года | 3-й Прибалтийский фронт                                    | 54-я армия          | 111-й стрелковый корпус | -          |
| 01.06.1944 года | 3-й Прибалтийский фронт                                    | 54-я армия          | 111-й стрелковый корпус | -          |
| 01.07.1944 года | 3-й Прибалтийский фронт                                    | 54-я армия          | 111-й стрелковый корпус | -          |
| 01.08.1944 года | 3-й Прибалтийский фронт                                    | 67-я армия          | 119-й стрелковый корпус | -          |
| 01.09.1944 года | 3-й Прибалтийский фронт                                    | 1-я ударная армия   | 119-й стрелковый корпус | -          |
| 01.10.1944 года | 3-й Прибалтийский фронт                                    | 1-я ударная армия   | 123-й стрелковый корпус | -          |
| 01.11.1944 года | 2-й Прибалтийский фронт                                    | 1-я ударная армия   | 112-й стрелковый корпус | -          |
| 01.12.1944 года | 2-й Прибалтийский фронт                                    | 1-я ударная армия   | 112-й стрелковый корпус | -          |
| 01.01.1945 года | 2-й Прибалтийский фронт                                    | 1-я ударная армия   | 112-й стрелковый корпус | -          |
| 01.02.1945 года | 2-й Прибалтийский фронт                                    | 1-я ударная армия   | 119-й стрелковый корпус | -          |
| 01.03.1945 года | 2-й Прибалтийский фронт                                    | 1-я ударная армия   | 119-й стрелковый корпус | -          |
| 01.04.1945 года | Ленинградский фронт (Курляндская группа войск)             | 1-я ударная армия   | 112-й стрелковый корпус | -          |
| 01.05.1945 года | Ленинградский фронт                                        | 67-я армия          | 112-й стрелковый корпус | -          |

## Состав
- 2-й стрелковый полк (до 23.10.1941)
- 35-й стрелковый полк (до 23.10.1941)
- 701-й стрелковый полк (до 23.10.1941)
- 25-й стрелковый полк (с 23.10.1941)
- 146-й стрелковый полк (с 23.10.1941)
- 305-й стрелковый полк (с 23.10.1941)
- 44-й артиллерийский полк (до 23.10.1941)
- 122-й артиллерийскийполк (с 23.10.1941)
- 268-й отдельный истребительно-противотанковый дивизион
- 4-я отдельная разведывательная рота
- 61-й отдельный сапёрный батальон
- 237-й отдельный батальон связи (12-я отдельная рота связи)
- 78-й отдельный медико-санитарный батальон
- 105-я автотранспортная рота
- 114-я отдельная рота химический защиты
- 346-я полевая хлебопекарня
- 91-й дивизионный ветеринарный лазарет
- 594-я полевая почтовая станция
- 625-я полевая касса Государственного банка

## Командиры
- Артюшенко, Павел Алексеевич, полковник, с 25.09.1941 по 13.06.1942
- Воробьёв, Дмитрий Демьянович, подполковник, с 13.10.1942 полковник, с 14.06.1942 по 04.11.1942
- Золотарёв, Василий Иванович, полковник, с 05.11.1942 по 01.12.1942
- Рогов, Николай Васильевич, полковник, с 02.12.1942 по 21.12.1942
- Воробьёв, Иван Андреевич, полковник, с 17.05.1943 генерал-майор, с 29.12.1942 по 08.07.1944
- Мироненко, Анатолий Анисимович, полковник, с 09.07.1944 по 09.05.1945

## Награды и наименования
| Награда (наименование)            | Дата                                                     | За что награждена |
| --------------------------------- | -------------------------------------------------------- | --- |
| Почётное наименование «Чудовская» | Приказ Верховного Главнокомандующего от 29.01.1944 года  | за отличие в боях при освобождении города Чудово |
| Орден Красного Знамени            | Указ Президиума Верховного Совета СССР от 9.08.1944 года | За образцовое выполнение заданий командования в боях с немецкими захватчиками, за овладение городом Остров и проявленные при этом доблесть и мужество. |

Награды частей дивизии:
- 25-й стрелковый Островский Краснознамённый[6] полк
- 146-й стрелковый Островский полк
- 305-й стрелковый Валгинский полк
- 122-й артиллерийский Рижский полк

## Отличившиеся воины дивизии
| Награда | Ф. И. О.                    | Должность                                                      | Звание   | Дата награждения | Примечания                                                    |
| ------- | --------------------------- | -------------------------------------------------------------- | -------- | ---------------- | ------------------------------------------------------------- |
|         | Жиленков, Андрей Иванович   | командир орудия 122-го артиллерийского полка                   | сержант  | 19.08.1955       | перенаграждён, дважды был награждён орденом Славы 2-й степени |
|         | Полюшков, Владимир Иванович | стрелок 4 отдельной разведывательной роты                      | ефрейтор | 29.12.1980       | перенаграждён, был дважды награждён орденом Славы 3 степени.  |
|         | Попков, Николай Васильевич  | помощник командира отделения 4 отдельной разведывательной роты | старшина | 24.03.1945       |                                                               |

## Известные люди служившие в дивизии
- Базовский, Владимир Николаевич (1917—1993) — советский партийный и государственный деятель, дипломат.[7]
- Джаков, Крум Стефанович (1909—1977) — советский и болгарский художник.[8]
- Черняев, Анатолий Сергеевич (1921—2017) — советский историк и партийный деятель, помощник генерального секретаря ЦК КПСС, затем президента СССР по международным делам (1986—1991). В январе 1945 года служил старшим адъютантом стрелкового батальона 305-го стрелкового полка[9]